# باول أبوت
باول أبوت (بالإنجليزية: Paul Abbott)‏ هو لاعب كرة قاعدة أمريكي، ولد في 15 سبتمبر 1967 في فان نويس في الولايات المتحدة.

## وصلات خارجية
- بول أبوت على موقع دوري كرة القاعدة الرئيسي (الإنجليزية)
- بول أبوت على موقعبيزبول رفرنس.كوم (الدوري الرئيسي) (الإنجليزية)
- بول أبوت على موقعبيزبول رفرنس.كوم (الدوري الثانوي) (الإنجليزية)
- بول أبوت على موقع إي إس بي إن.كوم (أم.أل.بي) (الإنجليزية)
- بول أبوت على موقع مشجعي الرسوم البيانية (الإنجليزية)